# Omutnyinszk
Omutnyinszk (oroszul: Омутнинск) város Oroszország Kirovi területén, az Omutnyinszki járás székhelye.	
Lakossága: 23 615 fő (a 2010. évi népszámláláskor).

## Fekvése
A Kirovi terület északkeleti részén, Kirov területi székhelytől 200 km-re, az Omutnaja folyó partján fekszik, a Vjatka felső folyása közelében. Vasútállomás (Sztalnaja, jelentése: 'acélos') a transzszibériai vasútvonal Kirov–Glazov közötti szakaszáról észak felé leágazó szárnyvonalon. Alacsonyabb rendű közút köti össze az északabbra fekvő Kirsz és Rudnyicsnij, valamint kelet felé Afanaszjevo településekkel. A terület a Felső-kámai-hátság erdős, mocsaras vidékének része. 

## Története
A körzet mocsaraiban található ún. gyepvasércre (vagy mocsárércre) és az erdőségek nagy fakészletére alapozva a 18. században kezdetleges vaskohászat alakult ki. A mai város helyén 1773-ban Oszokin alezredes alapított vasolvasztót, mely 1775-re készült el. A körülötte kialakult települést az alapítóról nevezték el. Oszokino később Omutnaja, illetve Omutnyinszkij Zavod lett ('omutnyinszki gyár') és a 20. században a vaskohászat helyi központjává alakult. 1921-ben kapott városi rangot.
1929-ben hozták létre a járást Omutnyinszk székhellyel. Ugyanabban az évben kezdték építeni a transzszibériai vasútvonal Jar állomásáról észak felé vezető szárnyvonalat, a városba 1931-ben érkezett az első vonat. A vasút az északabbra fekvő Rudnyicsnijon át (foszforitbányák) Lesznojig vezetett. Az építkezéseken és a termelésben elítéltek dolgoztak, a körzetben az 1930-as, 1940-es években a Gulag lágerhálózat számos munkatábora működött. 

## Gazdasága
A város a körzet ipari központja. Gazdasági alapja a nagy múltú kohászati művek, ahol már régen megszüntették a nyersvastermelést és meghonosították az SM-acélgyártást, különféle acél- és hengereltárukat állítottak elő. Napjainkban többek között melegen hengerelt szerkezeti profilok gyártását helyezték előtérbe.
1958 végén határozat született a mikrobiológiai ipar meghonosításáról a körzetben. Az Omutnyinszktól 15 km-re épült nagy vegyészeti gyár tíz évvel később kezdte meg a termelést és – a századforduló válságos évei után – jelenleg (2014-ben) újra működik. A mellette kialakult Vosztocsnij (melyet a gyárral együtt részben elítéltek építettek) ma már önálló városi jellegű település, Omutnyinszk bolygó-városának számít.